# 陸戦型ザクII
陸戦型ザクII（りくせんがたザク・ツー、ZAKU II）は、「ガンダムシリーズ」に登場する架空の兵器。有人操縦式の人型機動兵器「モビルスーツ（MS）」のひとつ。
1979年放送のテレビアニメ『機動戦士ガンダム』が初出であるザク（ザクII）は、劇中では宇宙用と地上用の区別はなかったが、放送終了後に発行された書籍などでは、地上で運用される機体の一部は外観にほぼ変化はないものの、宇宙用の装備を取り除いた陸戦仕様であると設定され、後発の同じ一年戦争を描いた映像作品でも踏襲された（詳細は設定の経緯を参照）。
本記事では、地上で運用されるザクIIのバリエーション機についても解説する。

## 設定の経緯
『機動戦士ガンダム』の本放送当時（1979年 - 1980年）、「ザク」はシャア・アズナブル専用機以外には区別がなかった。放送終了後に発行されたムック『ガンダムセンチュリー』（1981年）で初めて「ザクII」の名称が設定されるとともに、地球で登場した機体が宇宙用の装備を除去した陸戦用の「MS-06J」として区別された。この設定は、メカニックデザイン企画『モビルスーツバリエーション (MSV)』（1983年 - 1984年）にも引き継がれ、「MS-06J 陸戦型ザクII」「Jタイプ」と表記された。また、書籍『ENTERTAINMENT BIBLE』シリーズ（1989年 - ）では「MS-06J 陸戦用ザク」との表記も見られる。そして、OVA『MS IGLOO -1年戦争秘録-』第3話「軌道上に幻影は疾（はし）る」（2004年）では、映像作品において「地上仕様のJ型」と呼称されるに至った。
外観上は一般的なザクII (MS-06F) と変わらないとされていたが、プラモデル『マスターグレード MS-06F/J ザクII』（1995年）では組み立ての際にF型とJ型が選べるようになっており、ランドセルの形状およびメイン・スラスターの外径、脛部の姿勢制御用スラスターの有無といった、外観に大きく影響しない部分での差別化が図られた。

## 設定解説
地球侵攻作戦に際し、地上のみでの使用を目的として宇宙用の装備を取り払い、軽量・低価格化を図った仕様。
地球侵攻作戦が現実的な選択肢となり、陸戦用MSの設計が進行されるが、現地でのデータが収集できなければ、本格的な専用機の生産がおこなえるはずもなかった。しかし、ザクI以来の膨大な実働データやシミュレーションによって、量産が優先されているザクII（F型）の熱核反応炉の冷却などの問題を解決できれば、F型の生産施設でザクIIの地上型の生産が可能であることが明らかになる。J型はF型と同時期の宇宙世紀0078年9月下旬にジオニック社マハル工廠でロールアウト、グラナダで生産が開始され10月頃には80機程度の生産が完了していたといわれる。
外観から大きな改修はされていない印象があるが、動力の取り回しや空冷構造の採用などにより熱核反応炉周りの基本構造が異なっている。ただしこれ以外は、重力下でデッドウェイトとなる各種装備を除去し、オプション装着用のハードポイントを脚部に増設しただけで陸戦用として生まれ変わっており、別の意味でF型の汎用性を実証している。また、現地改修の形でF型からJ型への仕様変更も容易である。
0079年3月1日におこなわれた地球侵攻作戦の第1次降下作戦では、降下したザクIIの大半はF型であるが、ほとんどがオーバーホールを受ける時点でJ型に改修されている。11日の第2次、18日の第3次降下作戦ではJ型が主力となっている。第2次降下作戦で制圧したキャリフォルニアベースでもJ型の生産が開始されるが、これらは南極条約締結後の生産であるため対核装備が除去され、多重空間装甲から複合装甲に変更されているため、機体重量が軽減されたともいわれる。当初は重力下での実戦はうまくいかなかったともいわれるが、無重力と異なり反作用を気にせず機体各所にオプション武装を取り付けられるため、F型より柔軟な運用が可能となっている。ただしF型ほど生産数が多くないため、ほとんどが単独あるいは少数編成でしか戦線に投入できなかったとされる。

### 機体構造
胴体部
ジェネレーターはJ21-M3ESJ型に換装されているが、F型のものと同系統であり、スペックなどはほとんど変わらない。しかし、インテークの内部構造やフィルター、燃焼室が換装され、冷却や排熱などに大気を有効利用している。これは、移動の際にはもっぱら「歩行」が用いられ、プロペラントを消費する必要がほとんどないことが想定されてのことであり、地上での稼働時間は大幅に延長されている。
ランドセルのメイン・スラスターは、緊急時や最大戦闘機動時以外に稼働させる必要がほとんどないため、F型と比べて小規模なものになっている。
また、コックピットのイジェクション・シートは、重力下での緊急脱出を考慮した方式となっている。
頭部
基本的にF型と同等のヘッド・モジュールが使用されているが、各部のシーリングやメインテナンス・ハッチのロック機構が変更されている。また、モノアイは「大気」の存在に対応して受光部の半導体端末と計測系ソフトが刷新され、赤外線センサーの精度も向上している。
腕部
基本的にすべてF型のパーツを使用しているが、マニピュレーターのシーリングのために関節部が軟質素材でコーティングされている。また、携帯するオプションには常に1Gの重力負荷がかかっているという条件に対応したソフトウェアが新たにインストールされている。
脚部
生産時期からF型と基本的にほぼ同じ構造であるが、AMBACシステムはオミットされている。また、脛部サブ・スラスターは排除され、空いた空間には陸戦用に新たに開発された対地センサー、I/Oポート機能を併せもつハードポイント、および冷却システムが増設されている。足裏のサブ・スラスターは残されてメイン・スラスターと連動しており、必要な機動性は確保されているとともに、このスラスターの有効性がのちの熱核ジェットによるホバー走行のヒントになっている。

### 武装
基本的にF型と共通だが、新たに開発されたものもある。F型との共通武装については、ザクII（武装）を参照。
3連装ミサイル・ポッド
型式番号（名称）：Zi-Me/Triple Missile Pod Mk.IV。「ロケット弾ポッド」とも呼ばれ、専用のベルトで脚部のハードポイントにマウントする。機動目標よりも、大型目標の攻撃や支援火器として使用される。
クラッカー
型式番号：MIP-B6。MSサイズの多弾頭手榴弾で、投擲後に6つの弾頭が分離する。OVA『機動戦士ガンダム 第08MS小隊』第2話ではJC型が閃光弾タイプのクラッカーを使用し、陸戦型ガンダムのセンサーを一時的に麻痺させている。
マゼラトップ砲
型式番号：ZIM/M・T-K175C。マゼラアタックに搭載されている175ミリ砲を、前線の現地改修によってMS用兵器として使用するもので、「175ミリタンクガン」とも呼ばれる。
Sマイン
JC型で設定され（ただし『08小隊』第8話で使用したのはザクI）、『MS IGLOO2重力戦線』では通常のJ型でも使用された（名称は後者による）。
機体各部に装備される対人兵器で、発射後空中で爆発、小型の金属片を放散させ地上の敵に人的被害をもたらす。発射口は、スモーク・ディスチャージャーなども発射可能なマルチ・ランチャーとなっている。

### 劇中での活躍
『機動戦士ガンダム』において、地上に登場するザクIIをすべてJ型と判断する根拠はなく、外観からの判別も難しい。ランバ・ラル隊が運用するザクIIはJ型用の武装とされるクラッカーやミサイル・ポッドを装備しており、J型であるとされる。
OVA『機動戦士ガンダム MS IGLOO』第2話では、J型6機が連邦軍特殊部隊セモベンテ隊によって鹵獲運用されている。統制のとれた戦闘を展開するが、ジオン軍の試作モビルタンク、ヒルドルブとの遭遇戦により、支援の61式戦車5型2両とともに全滅する。鹵獲したザクIIを主戦力とする特殊部隊はこれだけではないが、その性格からほとんど戦史に記録が残されていない。第3話では、撤退のためHLVに搭載されて宇宙に上がるが、ボールの小隊の攻撃を受け、迎撃のため宇宙空間に出るもAMBACシステムがないために「溺れ」、一方的に撃破される。また、続編の『機動戦士ガンダム MS IGLOO 2 重力戦線』に登場するザクIIもJ型とされる。なお、これらの作品に登場するJ型はすべて原作版よりサンド・カラー寄りの色調となっている。
個人用カスタム機
エルマー・スネル専用機
『機動戦士ガンダム MS IGLOO 2 重力戦線』第2話に登場。エルマー・スネル大尉の専用機で、白を基調に（ただし色のはがれが目立つ）一部を黒に塗り分けられ、シールドと頭部左側にトカゲのシルエットをオチーフにしたパーソナル・マークが描かれている。頭頂部にブレード・アンテナを装備。北欧地域に展開する連邦軍に多大な損害を与え、「ホワイトオーガー（白い鬼）」の異名で恐れられる。0079年7月26日の夜明け前、本機を宿敵とするハーマン・ヤンデル中尉率いる61式戦車5型からなる特別編成部隊と僚機2機とともに交戦、最後の1両にコックピットを撃ち抜かれる。
キリー・ギャレット専用機
『MSV』の文字設定（およびパーソナル・マーク）が初出。キャリフォルニアベースで確認されている。フィギュア『ガンダムコレクション2』で立体化されているが、標準塗装でブレード・アンテナもなく、シールドにハーピーをモチーフにしたパーソナル・マークが描かれている。
ゲーム『機動戦士ガンダム バトルオペレーション Code Fairy』および『機動戦士ガンダム バトルオペレーション2』では、パーソナル・カラーで塗装されたS型とされた。

### マイナーバージョン

#### ザクII（JC型）
OVA『機動戦士ガンダム 第08MS小隊（08小隊）』に登場。当初の資料では "MS-06J" とされていたが、劇場版『機動戦士ガンダム 第08MS小隊 ミラーズ・リポート』のパンフレットで「MS-06JCザク局地戦仕様」と紹介された。以降は資料によってまちまちであるが、『08小隊』公式サイトでは "MS-06JC" とされ解説でも「JC型」と呼ばれる。メカニックデザインは大河原邦男で、先に発売されたプラモデル『マスターグレード (MG) MS-06F/J ザクII』用の画稿に多少手を加えたものである。
戦争の長期化にともない、ザクIIの局地的な対応能力が不十分となり、当初から陸戦型として再設計された機体。各部に陸戦に特化した追加装備がほどこされているが、逆に本機から宇宙用に改装することも可能なようにも設計されている。
J型からさらにコックピット周りが改良されている。当初、高温多湿でのMSの運用は宇宙空間での気密性を利用することが前提とされるが、かえって故障が多発したため、胸部前面の装甲をすべて開閉式とし、搭乗方式も直接対面式に変更されている。装甲は上方に跳ね上がり、昇降用のホイストとクレーンが組み込まれている。また、F型やJ型ではコックピットが右寄りに配置されているが、本機では中央に配置されている。コックピット内部はザクの頭部をモチーフにデザインされているため半球形になっており、作戦行動中のパイロットがストレスを感じない程度の空間が確保されている。操縦系統や一部パーツなどは、統合整備計画による統一規格となっている。また、一部の機体は左肩アーマーのほかに右肩シールドにもスパイクが3本追加されている。武装はF型やJ型と同様だが、ザク・バズーカは弾倉式（バナナマガジン）のものを携行する。
劇中での活躍
『08小隊』第3話では、ノリス・パッカード大佐が搭乗、シロー・アマダ少尉の陸戦型ガンダムと交戦して中破し、撤退する。漫画『機動戦士ガンダム第08MS小隊 U.C.0079+α』では、ノリスは青く塗装された専用機に搭乗する。
第8話では、腰部動力パイプが切れ、スパイク・アーマーと左腰部装甲が破損・欠落したデル機（マゼラトップ砲を携行）と、右肩アーマーとシールド、左膝アーマーが欠落したアス機（ヒート・ホークとジム用のシールドを携行）が登場。両機ともサンド・カラーに塗装されている。アス機はゲリラのロケット・ランチャーの直撃をコックピットに受け、デル機は陸戦型ガンダムの狙撃により行動不能となる。

#### その他
湿地帯戦用ザク　ZAKU II WETLAND TYPE / WETLANDS WAR ZAKU
書籍『劇場版 機動戦士ガンダム アニメグラフブック』に大河原によるカラー設定画が掲載されたのが初出。名称はアクションフィギュア『ROBOT魂』より（型式番号：MS-06J）。
各地に展開する地球攻撃軍では、環境に応じてさまざまな迷彩塗装が現地登用されるが、その際にもジオン本国総務監察部の管理により、それぞれに標準となるカラー・スキームが用意されている。南米アマゾン川流域の連邦軍生産拠点索敵部隊と、東アジア区域に展開する資源備蓄基地建設部隊には、緑系4色からなるカモフラージュ・パターンが配布された記録が残されているが、実際には2色および3色のものも確認されている。
湿地帯での戦闘を目的として全身が防湿処理されており、水中戦も可能とされている。また、高温多湿に悩まされる南米では、のちに空冷仕様の現地改修キットを時期に応じて使用している。
ザク・ストーカー
雑誌企画『MOBILE SUIT in ACTION ジオンの星』に登場（型式番号：MS-06）。森林掃討および夜間戦闘用とされ、右肩に夜間戦闘用の赤外線ライトを装備。ほかにもランドセルの形状や、リア・スカートが長いなど、通常型とは一部形状が異なる。突撃機動大隊第13中隊所属のデグナー・ロメオが搭乗し、ヨーロッパ戦線に投入されている。
ザクII（Je型）
プラモデル『U.C.ハードグラフ 1/35 ジオン公国軍 ランバ・ラル独立遊撃セット』で設定された。地上戦仕様の後期生産型とされる。頭部以外の詳細は不明であるが、地上での天候に対応すべく、モノアイシールドにワイパーを装備している。
ザクII寒冷地仕様
ゲーム『機動戦士ガンダム ギレンの野望 ジオン独立戦争記』に登場（型式番号：MS-06J）。ゲーム内のアニメパートには第1作の『ギレンの野望』から登場している。トレーディングカード『機動戦士ガンダム0079カードビルダー』では出典をゲーム『機動戦士ガンダム外伝 THE BLUE DESTINY』としており、同ゲームには雪原地帯で白を基調に塗装されたザクIIが登場する。
J型を寒冷地の使用に際し、関節部を防寒カバーで覆うなどの改良がほどこされている。カラーリングは白とライト・グレーを基調とする。

## 陸戦高機動型ザク

### デザイン・設定の変遷（陸戦高機動型）
『MSV』の文字設定が初出である。ただし、それ以前にストリームベースの小田雅弘がMS-06R（高機動型ザクII）とともに大河原にデザインを発注しており、小田によるラフデザインも描かれたが、結果的にG型とR型のイメージがミックスされて出来上がったデザインがR型となった（詳細はデザイン（高機動型ザクII）を参照）。小田はのちに自著『ガンダムデイズ』で、これ以降にデザインされたG型は自分が意図するものととはまったくイメージが異なると述べており、当時小田が考えていた設定およびラフをブラッシュアップしたイラストも掲載された。『MSV』での「装甲が強化され、グフより太く見える」との設定は、こちらを踏襲したものである。
その後、カプセルトイ『ガシャポン戦士シリーズ 復刻版 SDガンダム MARK5+5』（1988年）で「陸戦用ザク改修型 (ZAKK-R LANDBATTLE TYPE)」の名称でSD体型でイラスト化および立体化された。「脚部スカートにバーニアを装備し、ドムのようにホバー走行が可能」「ドムへの移行期にグフ試作実験機とともに製作された」と設定されていた。
さらに、『MSV』の続編企画である『MSV-R』の第1弾として「陸戦高機動型ザク」の名称で改めて大河原によって設定画が描かれるとともに、詳細な設定が掲載された。デザインは基本的にSD版を踏襲した形となっている。

### 設定解説（陸戦高機動型）
J型を高機動化し、装甲や火力も含めた性能向上型としてジオニック社がキャリフォルニアベースで開発した、陸戦型ザクIIの最終モデル。グフと開発時期が重なっているために外観上の類似点も見られ、グフのように反り返った左肩スパイクが特徴的である。脚部にもグフの技術を活用した補助推進装置を搭載、これと推力をアップしたメイン・スラスターにより高い機動性を誇り、総合性能も向上している。重力下で負担がかかっていた脚部フレームや、関節部も強化が図られている。バックパック右側にはオプションで大型アンテナを装備。銃身にジャケットとガード・パイプを装備した改良型のザク・マシンガン（MMP-78中期型）を標準兵装とする。
制式採用され生産が開始されるものの、グフの採用によって中止され58機で生産終了している。機体はおもにヨーロッパ戦線とアフリカ戦線に配備されている。標準塗装は単色のグリーンを基調に、一部が白、赤、ダーク・グレーで塗り分けられており、北米戦線でも確認されている。ほかにグレーを基調とした部隊カラーも存在する。
作中での活躍
『MSV-R』では、0079年11月にジム1機と61式戦車数両で公国軍に占領された工業地帯を強攻偵察する連邦軍第28機動部隊が、本機を含むザク3機とマゼラアタックの部隊の攻撃を受けたとする証言が残されているとされる。約10分程度の戦闘で同隊は全滅したという。
玉越博幸による漫画版『機動戦士ガンダム0080 ポケットの中の戦争』では、連邦軍に鹵獲された機体が登場。モンタナ基地を拠点にテストをおこなう「G-IV」のために特別に用意され、山岳地帯に特化した調整がされている。ブレード・アンテナは未装備。クリスチーナ・マッケンジー少尉（当時）が搭乗し、吹雪の中でのテスト中に行方不明となったG-IVの捜索に当たるが、ザクIからなる小隊と遭遇。量産型ガンタンクの支援もあり、ヒート・ホークのみの装備であるが敵のガトリング砲を奪うなどして殲滅する。その後、公国軍のスパイであったマーガレットが搭乗するG-IVと対峙する。カラーリングは連載中のカラーページによれはザクII寒冷地仕様と同様であるが、単行本第2巻表紙では標準塗装となっている。
漫画版『機動戦士ガンダム Twilight AXIS』では、一年戦争終結後のオーガスタ研究所で、「ガンダムは敵」との刷り込みをされたヴァルター・フェルモが本機に搭乗し、兄クァンタンの搭乗するガンダムAN-01“トリスタン”と交戦するが、行動不能にされる。モノクロのため塗装は不明（ブレード・アンテナは未装備）。
個人用カスタム機
以下に紹介する機体は、いずれも頭頂部にブレード・アンテナを装備している。
ギュンター・バル専用機
『MSV-R』に登場。アフリカ戦線でギュンター・バル中尉が搭乗する機体で、ド・ダイGAとの連携で一度に9機の連邦軍戦闘機を撃墜したことから中尉は「ホガールの鷹」の異名をとる。ダーク・グレーの2色迷彩がほどこされているが、同じ部隊に配備された計4機とも同様の塗装である。
ヴィンセント・グライスナー専用機
ゲーム『機動戦士ガンダム サイドストーリーズ』のシナリオ「ミッシングリンク」に登場。マルコシアス隊のヴィンセント・グライスナーが搭乗する機体で、パーソナル・カラーである青を基調に塗装され、胸部にはマルコシアス隊の部隊章が描かれている。
アルマ・シュティルナー専用機
ゲーム『機動戦士ガンダム バトルオペレーション Code Fairy』に登場。北米戦線の秘匿部隊「ノイジー・フェアリー」所属のアルマ・シュティルナー少尉が搭乗する機体で、さらに陸戦に特化したカスタマイズがほどこされている。アルマの戦闘スタイルに合わせて装備類が換装されており、両肩がスパイク・アーマーになっているほか、頭頂部にザクII FS型のようにバルカン砲（ただし左側のみ2門）、左前腕部甲にザク・デザートタイプの3連装ミサイル・ポッドを装備する。携行武装はグフのヒート・サーベル、ドム・トローペンのラケーテン・バズ、イフリートやケンプファーのショットガン。部隊カラーの薄紫と白を基調に、一部ダーク・グレーで塗り分けられている。次第にアルマの反応速度に追従できなくなり、その後ケンプファーの機体構造をベースとしたティターニアに乗り換える。
同作品のコミカライズ版では、ランドセルのスラスターが2発から4発に増設されており、初陣ではこれらを利用した空中戦を披露している。また陸戦能力向上のため、脚部フレームや関節部の強化も図られているとされる。
なお、同作品のゲーム内ムービーでは標準塗装の機体も1機登場するが、連邦軍「ブラックドッグ」隊のジム・スナイパーカスタムに撃破される。
ディーン・ウエスト専用機
小説『機動戦士ガンダム MSV-R ザ・トラブルメーカーズ』に登場。一年戦争終結直後に元公国軍の傭兵ディーン・ウエストが搭乗する機体で、レッドとアイボリーを基調に一部をグレーで塗り分けられている。終戦時に連邦軍が接収した機体であるが、仕事の依頼者によって横流しされ、ディーンの専用機となる。ジェネレーターが終戦間際に開発された高性能なものであるため、本来ザクでは動かせない高出力パーツでも強引に動作させることが可能となっており、損傷部の交換や用途に応じて機体各部をグフやザクIIのバリエーション・タイプの部品に換装することを繰り返している。

### 陸戦用高機動型ザク改
漫画『機動戦士ガンダム 極東MS戦線記』『機動戦士ガンダムMS BOYS -ボクたちのジオン独立戦争-』に登場するMS。
G型をベースにした現地改造機。ヒート金剛棒や内蔵式のヒート・ナックルなど、ゲリラ戦や対MS戦を重視した武装を持ち、ザクタイプを凌駕する性能と戦果を示したことから、現地でMS-06GRと型式番号を分類された。
本機は「モンゴルの銀狼」の異名を持つナランソロンゴ・ボルドバヤル大尉専用機として知られ、全身は黒で左肩のスパイクアーマーは銀色という専用カラーでメッキ加工された。一年戦争時は、主に旧・北京の長城戦線や北米戦線で活躍したが、北米ミサイル基地防衛戦にて遭遇したブルーディスティニー1号機と戦った結果、大破した。わずかに残った上半身部は、ボルドバヤル隊に所属する「MS BOYS」と呼称されたザクタンクのパーツとして再利用される。なお、ボルドバヤル機は幾度か改造されたらしく、運用時期によって形状や武装面で若干の差異が見られる。
実のところ、かなりクセのある機体でボルドバヤルが乗り換えたグフカスタムより以前の機体が良いと希望したことに対して、運搬を担当したブラウアー隊の面々は「物好き」と評している。だが、連邦軍情報部の手配した部隊に襲撃されてボルドバヤルは生死不明となり、辛うじてブラウアー隊と合流できた「MS BOYS」の1人クルト・ブラットの乗機となる。前述の通りかなりクセの強い機体であり、乗りこなしたクルトのパイロットとしてのセンスもあるが、クルト自身は「機体が動かし方を教えてくれているようだ」と評している。
なお、覇王マガジンにて連載された漫画『機動戦士ガンダム外伝 THE BLUE DESTINY』にて脚部デザインが同一でホバー走行するザクIIが登場する。

## ザク・デザートタイプ
『劇場版 機動戦士ガンダム アニメグラフブック』に大河原によるカラー設定画が掲載されたのが初出で、のちに『MSV』に取り入れられた。アニメ『機動戦士ガンダムUC』にも登場。
公国軍地上部隊から局地戦用MSとしてもっとも要請の強かったのが熱帯・砂漠戦用タイプであり、すでにグフの開発が進行する中、もっともJ型の需要が高いアフリカ戦線用として改修された機体である。開発および生産はキャリフォルニアベースでおこなわれる。軽量化とともに基本的な出力のアップから着手され、実戦データをもとに部分的に増加装甲を装備、特殊武装の開発にも焦点が当てられている。また、完成した機体はほかのザク・シリーズと比べて角ばった外観となり、頭頂部にはグフに先駆けて短距離通信アンテナ、Type 18-FSDが標準装備されるが、実験部隊にはこのシングル・アンテナのほかに側頭部から伸びるダブル・アンテナをもつタイプも配備されている。ランドセルは地上での冷却効率を考慮した大型冷却装置となっており、調整用集合ユニットを中心として上部にラジエーター・ユニット、両脇にピューマB4式放熱ブロック、下部に緊急離脱用フックを有する。また、砂漠での移動力強化のため、脛部の後部と内側に補助推進器、臀部にスリット状の推進用可変式噴射口をもつ。関節部には、砂が入らないようカバー（パッキン）で保護され、高熱にも強くなっている。後期生産型は一部設計変更されており、ランドセルのラジエーター・ユニットの改良（2分割される）と推進器の追加による機動力の向上、装甲材の変更による軽量化、関節部カバーの再設計などがおこなわれている。
初期はアンテナがシングル・ダブルそれぞれ48機、後期はシングルで28機の総計114機が生産され、全機がアフリカ戦線に配備されている。型式番号のMS-06Dは大戦末期の機体番号統合令で付与されたもので、現地改修仕様も多数存在するが公式のサブタイプは特に記録されていない。グフとともに砂漠戦での活躍は目覚ましく、大戦後期の連邦軍MS隊との衝突でも局地戦用MSとしての強みを遺憾なく発揮している。パイロットの評判もよく、少数しか配備されなかったドムの代役を十分果たしている。
標準塗装は通常のザクIIのものではなく、配備時から作戦行動に合わせたものが承認採用されている。タンとオリーブ・ドラブを基調に、一部が赤で塗り分けられている。この制式塗装は通称「デザート・カラー」として地上軍に登用され、ザクキャノンもほぼ同様であるほか、のちにG型やグフ、ドムにも採用されている。
武装
それまでの戦闘データをもとに入念な再検討がおこなわれ、J型と比較して大幅な戦力向上が図られるとともに、より地上戦向きになっている。
120ミリマシンガン
型式番号：M-120AS / M120AS
砂漠地帯での戦闘のため、ザク・マシンガンの基本構造はそのままにスペック変更をほどこしたモデル。砂漠での長期間無補給戦闘を想定した携行弾数の増大に対応するため、バレルの短縮およびフォールディング・ストックによるショーティー化、ならびに光学サイトの廃止により軽量化されている。装弾数は800発と145発の2説がある。砂塵による作動の影響を排除するため、機関部のクリアランスを設計許容限界まで広げている。以上の改修により命中精度は極端に低下するものの驚異的な信頼性を誇り、砂漠以外でも本兵装を好んで使用するベテランMSパイロットもいる。不使用時には腰部に懸架する。本機の後期生産型と同時に長銃身タイプも製造されている。
60ミリ機関砲
頭部に2門内装。連邦軍MSと同様に「バルカン砲」とも呼ばれる。ブリッツ社製。発射口が塞がれている機体もある。
クラッカー・ポッド
型式番号：SA-712
両腰に装備。クラッカーまたは信号弾2基を内装する。オプション兵装であるが、標準的に装備される。
3連ミサイル・ポッド
左前腕部に追加された格闘用アーマーの上に装備する着脱式の兵装。ゲルググキャノンやドム・キャノンも装備している。
2連ミサイル・ポッド
型式番号：P3 / P2
クラッカー・ポッドと換装する形で装備する着脱式の兵装。使用時にはマニピュレーターでハンドルを掴み、引き起こす。上記3連ミサイル・ポッドとともにラッツリバー社製。
組み立て式砲座
型式番号：G-92
本機4機によって分解したパーツを運搬し、目的地で組み立てて使用する組み立て式の砲座。重量問題のため隠密行動に限られるが、組み立てには10分とかからず、航空部隊の支援に頼れない作戦時には大いに貢献している。
劇中での活躍
アニメ版『UC』では、不時着したガランシェールを持ち上げる公国軍残党の機体のひとつとして登場。外伝漫画『機動戦士ガンダムUC 『袖付き』の機付長は詩詠う』では、カークス隊所属のクイント中尉の乗機とされ、左前腕部アーマーにパーソナル・マークのアザミの花が描かれている。カークス隊基地を襲撃する海賊の迎撃にも参加、ありあわせの武装（ザク・マリンタイプのサブロック・ガンやマゼラ・トップ砲、ハンド・グレネード）を使用する。
漫画『機動戦士ガンダム ラストホライズン』では、北米で行動するひとつの部隊の4機のうち3機が本機であるが、隊長機のアンテナはシングルとダブルの両方を装備しており、一方でほかの2機は頭部にアンテナを装備していない。隊長機は3連ミサイル・ポッドを装備し、頭頂部ハッチが黒く塗られている。隊長機ではない1機はガトリング・ガン、ほかは通常のザク・マシンガンを携行する。マッカラン基地所属の連邦軍部隊と交戦し、全滅する。
部隊用カスタム機
下記のほか、カラーリングなどは不明だが本機を運用した部隊として、カーミック・ロム大尉率いる遊撃隊「スコルピオ」がある。
ピンクパンサー所属機
アフリカ・中東戦線の実戦部隊「ピンクパンサー」の所属機で、デザート・ピンクを基調に一部ダーク・グレーで塗り分けられている。同隊には早くから本機が配備されており、サハラ砂漠からジブラルタル海峡までを制圧し、公国軍のヨーロッパ侵攻の足掛かりを作ったことで知られる。
右肩シールドにはハチをモチーフに "KILLER BEE" と記されたマークが描かれていたことが確認できる。このマークは中東南部で作戦に携わった本機で見られるが、戦後の調査でも詳細不明とする資料もある。なお、宇宙世紀0087年のグリプス戦役時のジャブローに「キラービー」という名称の部隊に所属するジム・キャノンと本機が配備されたといわれる。
カラカル所属機
リビア砂漠からスエズ運河を作戦地域とする、ロイ・グリンウッド少佐率いる特務小隊「カラカル (Caracal)」の所属機で、濃淡ブラウンの迷彩塗装が施されている。実戦テストを兼ねて、ダブル・アンテナ・タイプが配備されている。
ガリボルディ隊所属機
西アフリカ戦線で活躍した部隊「ガリボルディ (Gariboldi)」の所属機（後期生産型）であるが、サバンナ地帯用の迷彩塗装の実験パターンのひとつであり、ほかの機体には別パターンの迷彩が施されている。濃淡グリーンとダーク・ブルーを基調とするが、上半身はおもにグリーンとタンの迷彩となっている。

### ディザート・ザク
テレビアニメ『機動戦士ガンダムΖΖ』および『機動戦士ガンダムUC』に登場。
ザク・デザートタイプをベースに、地球連邦軍基地から奪った資材で改修した機体。足にジェット・スキーを装着することにより、砂上を高速で滑走できる。第一次ネオ・ジオン抗争時において旧ジオン軍残党・ロンメル部隊やアフリカ解放戦線・青の部隊の主力とされ、ラプラス戦争時にも旧ジオン軍残党に運用されている。前面パネルラインなどの整理・ボリュームアップのほか、バックパックへの予備プロペラントタンク接続などが原型機とは異なる。また、指揮官機の頭部は一般機と異なり、アンテナは後方に移設され、額に射撃照準用カメラを設置、後頭部にバルカン砲の弾倉を増設している。濃淡ブラウンを標準塗装とする。
『ΖΖ』では、シーンによってはザクIのようにモノアイ・レールの正面にプロテクティブ・ビームが描かれている。
劇中での活躍
『ΖΖ』第25話で初登場。ロンメル隊の主力としてニキやカラハンらが搭乗するが、ガンダム・チームの前に全滅する。
第27話では、ザク・マリナーと同じ塗装がほどこされた機体が、ネオ・ジオン軍が占領したダカールの港湾部守備隊に1機、夜間の市街地の戦闘では2機が参加している。なお、市街地の戦闘では標準塗装の機体も2機確認できる。
第30話では、部隊名通り青く塗装されたアフリカ解放戦線 (FLN) の「青の部隊」所属機が登場。FLN経由でネオ・ジオンから譲渡された機体であるが、「レプリカ」であるとされ、マシンガンやヒート・トマホークのほかにゲルググから渡されたビーム・ライフルも使用している。エロ・メロエが搭乗し、ガルダーヤの町の近郊でジュドー・アーシタのΖガンダムやエル・ビアンノのガンダムMk-IIを気迫で圧倒するが、ベースジャバーに乗っているところをガンダムMk-IIによって脚部などを破壊されて地表に落下し、エロは脱出している。
第31話では、同じくアフリカ解放戦線のガデブ・ヤシン率いる部隊がネオ・ジオン軍のオウギュスト・ギダンと手を組んでガルダーヤに侵攻した際にも、多数が投入されている。
設定の変遷
当初の設定では、アクシズにおいてD型ではなくF型などから改造された機体が地球に降ろされた、とされていたが、プロットの変更に伴ってD型の現地改造機に設定が訂正された。
デザインはクリーンアップや武装も含め、小田雅弘が担当している。武装のマウントは中沢博之、ジェット・スキーは鴇田光一の原案による。

### デザートザク（ロンメルカスタム）
『ΖΖ-MSV』として分類されるデザート・ロンメルの専用機。『機動戦士ガンダムΖΖ』にMSVを登場させる際にデザインされたものとされる。ザク・デザートタイプの改造機ともディザート・ザクの改造機とも言われているが、外見上D型との共通点は乏しく、むしろF型やJ型との共通点が多い。
機体名はディザート・ザクではなく「デザートザク」で正しいが、これも資料によっては「ディザートザク（ロンメル・カスタム）」など表記揺れが見られる。
『SD CLUB』第11号掲載小説「砂漠の狐」では、オデッサ作戦以降にロンメルがキャリフォルニアベースから届いた砂漠戦用の改造キットを取り付けたザクIIでデザート・ジムと交戦している。挿絵で確認できる外観はシールド（ノーマル）と頭部（ノーマルにブレード・アンテナ装備）以外は本機と共通している。

### ザク・デザートタイプ改
「GAデータ」という仮想空間を舞台とする漫画『ガンダムEXA VS』に登場（型式番号：MS-06DX）。もとは『ΖΖ-MSV』と同時期に描かれた大河原邦男による未使用デザインで、町田能彦によって『機動戦士ガンダムUC』風にアレンジされている。
ザク・デザートタイプを元に、ランドセルの換装や左腕へのリニアガンの装着などの改良をほどこした機体。パイロットはイクス・トリム。GAデータ内の宇宙世紀0096年において、史実には存在しなかったジオン軍残党部隊の別働隊のうちの1機として、トリントン基地襲撃に参加する。本機が現実の宇宙世紀において実在したかについては作中では説明されていないが、書籍『機動戦士ガンダム 新訳MS大全集 U.C.0081-0090』では『ΖΖ』本編未登場の機体として、デザートゲルググやデザートザク（ロンメルカスタム）と並んで設定画が掲載されている。

## ザクキャノン
ザク・デザートタイプらと同様に『劇場版 機動戦士ガンダム アニメグラフブック』が初出で、のちに『MSV』に取り入れられた。アニメ『機動戦士Ζガンダム』『機動戦士ガンダムUC』にも登場し、後者ではカトキによるリファイン設定画が描かれた（『08小隊』版は後述）。また、のちの資料では「ザク・キャノン」と中黒が入ることが多い。
当初は公国軍地上部隊の作戦時において、より機動性の高い対空防御の手段として考案される。初期案では単にJ型に対空砲（対空機関砲）をオプション装備するというもので、重量バランスなどの問題から進展を見ていない。その後入った連邦軍MS（ガンキャノン）の情報から、順延されていた計画は中途変更を経て対MS戦における支援に変更される。すでにドム系の量産が開始されている時期であるにもかかわらずザクIIがベースとされるが、これは生産コストやインターフェイス、および蓄積されたノウハウなどを考慮したものとされる。
中距離支援用への改修に際して全体的な設計変更が加えられており、機体の全部位がJ型と異なっている。右肩にランドセルと一体化した180ミリキャノン砲を装備。モノアイは全周式に改修され、頭頂部にサブ・カメラと短距離通信アンテナを装備する。アンテナは通常は1本だが形状の異なる2本 (Type V12sp) の機体もあり、「ラビットタイプ」と呼ばれる。口吻部のダクトには、開発中の機体のものが流用され、のちのゲルググキャノンに近い構造となっている。脚部にはグフのノウハウを活かした補助推進器が装備され、機動力をおぎなっている。また、照準システムとのリンケージのため、コックピット全面のパネルと動力パイプの配置が変更されている。コックピット・ハッチは右胸部に移設されている。J型のランドセルに換装することも可能であり、これによる標準兵装状態でのテストもおこなわれ、脚部推進器によって機動性は好成績を残している。
計画変更後ほどなくして、MS-06J-12として製作された試作1号機がキャリフォルニアベースでロールアウト。しかし、重量バランスの問題が解決できぬまま量産は却下されて9機の試作に留まり、全機が北米で実戦参加したとされる（異説あり、後述）。当初は北米中部もしくはアジア西部でのテストを予定してデザート・カラーで塗装されるが、地域変更によりグレー系の標準塗装に塗り直される。森林帯用にはダーク・グリーンに塗装されているほか、量産化検討用の機体には通常のザクIIと同様の塗装がほどこされている。
なお北米だけでなく、東南アジアへの配備も確認されているほか（後述）、アフリカ戦線でも運用されたとする資料がいくつかある。オーストラリア大陸でも、キャリートン採掘所やヒューエンデン要塞に数機が配備されていたといわれる。一年戦争終結後、一部の機体は連邦軍に接収され、多くがスクラップにされるが、整備状況が良好ないくつかの機体は再戦力化されている。
武装
180ミリキャノン砲
本機の主兵装。「180ミリ両用滑腔砲」とする資料もある。ランドセルに一体化しており、右肩口から砲身が伸びる形となる。最大仰角は90度。ランドセル左側に給弾用マガジンがあり、随伴するザクIなどの支援用MSによって交換される。状況によってはパージも可能。
ジェネレーターを改良してのビーム砲装備型も検討されるが、基本設計の枠内での改修では限界があった。
ビッグ・ガン
オプション兵装で、大量MS戦を想定してMS-06J-12用として用意される。両脇に配置される大型の2連装ミサイル・ランチャーで、上部にグリップがある。速射性の高いロケット弾を発射可能。ランドセル下部のメイン・ベンチレーター部にカセット・ストラップ・セットにより固定され、不使用時は後方または下方を向いている。弾倉が空になった場合はデッド・ウェイトとなるため、コックピットから瞬時に離脱の操作ができるようになっているが、緊急時にはストラップを爆破しての除去も可能である。ただし、戦闘状況が白兵戦レベルまで近接していない場合や、地形的に余裕のある場合は、支援用MSによってマガジンの交換がおこなわれる。実戦での使用例も報告されている。
2連装スモーク・ディスチャージャー
ランドセル左側面に装備。
120ミリガトリング砲
『MSV-R』で設定された。
ザクハーフキャノン用の装備に含まれているもので、120ミリ機銃6門を束ねている。「バルカン砲」とも呼ばれる。生産数の少ない本機の機数分も生産され、配備部隊に輸送されている。なお、これを装備した本機は、脚部に通常のザクII用の3連装ミサイル・ポッドも装備している。
劇中での活躍
『Ζ』第11話では、宇宙世紀0087年にティターンズ所属のアレキサンドリア級重巡洋艦ハリオの格納庫に3機が確認できるが、戦闘シーンはない。同艦に立ち寄ったパプテマス・シロッコ大尉は本機を「旧型」と蔑み、アーガマへの攻撃には「私のメッサーラだけで充分」と嘲笑している。宇宙戦用に改造されており、各部スラスターが換装され、背面には宇宙用のバーニアを追加装備しているようだとされる。コックピットはリニアシートに換装されており、ラビットタイプの隊長機の存在も示唆されている。カラーリングは青と薄紫を基調とする。
第36話でも、ハイザックとともにティターンズの拠点である連邦軍キリマンジャロ基地を攻撃するカラバのMS隊を迎撃する1機が登場するが、すぐに撃破されている。カラーリングは上記ハリオ所属機と同様。また漫画『ADVANCE OF Ζ 刻に抗いし者 審判のメイス』では、同基地所属の別の機体（ラビットタイプ）にアイリス・アリスン軍曹が搭乗、ザク・マシンガンとビッグ・ガンを装備する。ジム改［ワグテイル］との交戦中、サイコガンダムのビーム砲の流れ弾を受け中破する。モノクロのためカラーリングは不明だが、前述の機体とは塗り分けが一部異なる。
『UC』では、0096年の公国軍残党によるトリントン基地襲撃に参加。アジアの残党の基地となっているペガサス級（グレイファントム級）強襲揚陸艦の残骸からド・ダイYSに乗って出撃する。ザク・マシンガンとビッグ・ガンを装備。ランドセルに追加装備されたスラスター内蔵式のパラシュート・ザックで地表に降下、その後空中のバイアラン・カスタムをビッグ・ガンで砲撃している。撤退時にジェスタのバルカン砲の攻撃を受けるが、爆発シーンは描かれていない。外伝漫画『『袖付き』の機付長は詩詠う』では、海賊が所有する1機がカークス隊基地襲撃に参加している（前述の機体の鹵獲機かは不明）。小説版およびコミカライズ版『機動戦士ガンダムUC バンデシネ』では、ジオン残党軍シンブ隊隊長のキャンドル中尉の愛機とされ、トリントン基地でミネバ・ザビ救出に参加するが、バンシィに両断されて撃破される。
個人用カスタム機
イアン・グレーデン専用機
本機9機で編成された特殊独立部隊の中隊長であるイアン・グレーデン中尉の機体で、頭頂部のアンテナが2本のラビットタイプ。全身をオリーブ・ドラブで塗装され、右肩と股間部に「星」、前腕部に「クモ」をモチーフにしたエンブレム、胸部には "SPIDER" の文字が記され、識別帯として機体各所に白と黒のストライプが描かれている。グレーデンはビッグ・ガンを装備することを好んだという。
部隊は北米南西部の激戦区でおもにJ型の支援をおこない、まずまずの戦果を挙げる。キャリフォルニアに戻って形式的なデータ・チェックと点検を受けたあと、旧カナダ付近の2つの区域で参戦するが、終戦直前には連邦軍のMS部隊とも交戦している。なお、本機のうちグレーデン機がもっとも戦果を挙げている。また、ほかに同隊で本機に搭乗するパイロットとして、アルフレディーノ・ラム少尉も有名である。
ゲーム『機動戦士ガンダム バトルオペレーション Code Fairy』では、12月6日、連邦軍に包囲されたキャリフォルニアベースから大規模部隊を率いてケープカナベラル基地に脱出する。

### ザクキャノン（第08MS小隊版）
OVA『機動戦士ガンダム 第08MS小隊』に登場（型式番号：MS-06K）。メカニックデザインは山根公利。
キャノン砲やランドセルの規格が通常型と異なり、自動装填装置を備えており、現地改修機の可能性も指摘されている。下半身を塹壕内に固定しており、機動性は失われるが高性能なMSの照準装置を活かした正確無比な固定砲台となっている。外観的には胸部の形状も異なり、右肩シールドが外され替わりにスモーク・ディスチャージャーが8基装備されている。カラーリングは胸部と左肩スパイクがブラウン、頭部と腕部がサンド・イエロー。
劇中での活躍
第3話で、東南アジアのマサド大尉が指揮する陣地（もとは民間の村）の山頂に、トーチカとともに配備される。その砲撃は連邦軍コジマ大隊を悩ませるが、第08MS小隊の陸戦型ガンダム2機（カレン・ジョシュワ機・テリー・サンダースJr.機）が正面から、1機（シロー・アマダ機）が河を潜行して側面から挟撃をかける。シロー機は出遅れたものの、ゲリラとの共闘もあり村の奪還に成功する。ただし、本機の撃破シーンは描かれていない。

### ザクハーフキャノン
『MSV-R』に登場。なお、それ以前に発売されたアクションフィギュア『MOBILE SUIT IN ACTION!! ジオン軍地球侵攻作戦』では、ザクキャノンのランドセルと同型の「キャノンパック」が付属しており、本機と同様にJ型への装備が可能となっていた。
ザクキャノンの開発コンセプトのひとつとして決定されていた、180ミリキャノン砲装備の大型ランドセルを独立した1ユニットとしてJ型に換装した機体。これは、前線での機体損耗の際の応急措置として、パーツ換装による機種変更の必要性を検討していた公国軍上層部の発案による。
ジオニック社の開発陣はザクキャノンの試作終了後に、火器管制システムの一部を変更したJ型にザクキャノンのランドセルを換装して射撃試験をおこない、結果を報告。その結果、J型のオプション兵装として有効であると判断され、180ミリキャノン、ランドセル、専用シールド、120ミリガトリング砲をひと組とする24セットの生産が決定する。ただし、確認されている機体はガトリング砲装備のみであり、キャノン砲装備は確認されていない。ザクキャノンのような装甲強化がないため機動性の低下も最小限となっており、汎用機に随伴して前線で火力を発揮できる機体となっている。一部の機体には、ザクキャノンと同様の迷彩塗装がほどこされている。
作中での活躍
一年戦争末期の北アメリカ方面の中規模ジオン航空施設で撮影されたザクキャノン（ガトリング砲装備型）の写真の背後に、後ろ姿の本機が写り込んでいる。
個人用カスタム機
ミア・ブリンクマン専用機
ゲーム『機動戦士ガンダム バトルオペレーション Code Fairy』に登場。北米戦線の秘匿部隊「ノイジー・フェアリー」所属のミア・ブリンクマン技術少尉が搭乗する機体で、脚部にアンダーグラウンド・ソナー（「闇夜のフェンリル」隊が試験運用しているものと同型）を内蔵しており、頭部のアンテナ増設（ザク・デザートタイプのダブルアンテナと同型のものを左側のみ）と併せて優秀な索敵能力を誇る。武装類はJ型のものに換装しており、右手にザク・マシンガン（対空砲弾マガジン）、左手に通常のザクIIの右肩シールドを携行、脚部に3連装ミサイル・ポッドを装備する。左腰にはビッグガンも装備している。部隊カラーの薄紫と白を基調に、一部ダーク・グレーで塗り分けられている。オデッサ作戦直前の時期の戦闘で、ジムのビーム・ライフル（陸戦型ガンダムと同型）の砲撃により大破するが、ミアは無事である。なお、機体名称は後述のMSD版と同じく「ザク・ハーフキャノン」と中黒入りで表記される。

### ザクトレーラーキャノン
漫画『機動戦士ガンダム バニシングマシン』に登場。名称は現地部隊によってつけられたもので、制式なものではない。
歩行不能に陥ったザクキャノンの上半身を、ザクタンクと同じ要領でトレーラーの荷台に左向きに固定した機体である。武装は180mmキャノン砲とザク・マシンガンのほか、トレーラーヘッドの上部に機関銃1挺を備えている。パイロットはボランスキー（ザクキャノン部分）とボーイ（トレーラー部分）。
義勇兵部隊「ヤーコブ隊」が、連邦軍のオデッサへの進撃を受けて撤退する部隊の殿を務める際に現地で急造し、連邦軍部隊との戦闘に投入する。最後はぬかるみに入ったところで陸戦型ジムの攻撃に遭って横転し、自軍の武器庫へ転落して大爆発した。その結果、パイロット両名が即死したうえにヤーコブ隊はほとんどの武器・弾薬を失い、さらなる苦境に立たされた。

## 『機動戦士ガンダム THE ORIGIN』における陸戦型ザクII

### 高機動型ザク（地上用）
漫画『機動戦士ガンダム THE ORIGIN』の設定に準拠した劇場アニメ『機動戦士ガンダム ククルス・ドアンの島』に登場（型式番号：MS-06GD）。メカニックデザインは大河原邦男。監督の安彦良和は大河原に「ドムの前の世代に当たるようなザク」をデザインするよう要請し、具体的なイメージとして「スケーターの動き」を伝えている。
陸上での高機動戦闘用にカスタマイズされ、脚部にスラスターが増設されてホバー移動が可能となっている。精鋭部隊「サザンクロス」に5機配備され、それぞれの戦闘スタイルに合わせて異なる武装を装備する。カラーリングはサンド・カラーの迷彩塗装がほどこされている。
エグバ機
隊長のエグバ・アトラー大尉が搭乗。頭頂部にブレード・アンテナ（通常と異なり斜め前方に伸びている）を装備する。機体番号は01。白兵戦を好み、着脱式の銃剣が付いたG型・改良版ドラムマガジン式MS用マシンガンとヒート・剣を装備する。
ウォルド機
ウォルド・レン中尉が搭乗。機体番号は02。狙撃戦を好み、対艦ライフル・ショーティーとヒート・ホークを装備する。
セルマ機
セルマ・リーベンス曹長が搭乗。機体番号は04。中距離支援役として、バズーカB2型とヒート・ダガーを装備する。
サンホ機
ユン・サンホ曹長が搭乗。機体番号は03。ザク・マシンガンとヒート・ダガーを装備し、オーソドックスな戦いを展開する。
ダナン機
ダナン・ラシカ伍長が搭乗。機体番号は05。ザク・マシンガンとヒート・ホーク2基を装備し、ヒート・ホークを投擲するトリッキーな戦法もおこなう、血気にはやる戦闘スタイル。

### ザク・ハーフキャノン（MSD版）
『機動戦士ガンダム THE ORIGIN Mobile Suit Discovery』（以下『MSD』）および漫画『機動戦士ガンダム THE ORIGIN MSD ククルス・ドアンの島』に登場。
主にC型をベースとするため、型式番号が変更になっている。C-5型やC-6型をベースとする機体は胸部形状が異なるが、型式番号に変更はない。ただし、J型がベースの場合はMS-06JKとなる。右肩のシールドが通常のザクIIのものとなっており、塗り分けもMSV-R版と異なるが、MSD版をもとにMSV-R版を再現したカラー画稿も存在する。
劇中での活躍
漫画『ククルス・ドアンの島』では、ジャブロー攻略戦でサッシャ・キッツ少尉が搭乗するC-6型ベースの機体（頭部にブレード・アンテナ装備）とともに、C型（あるいはJ型）ベースの機体も3機（パイロットはギル二等兵、フース二等兵、ロウ上等兵）登場し、ガウ攻撃空母から地上に降下する。塗装はいずれも通常のザクIIと同様で、キッツ機のみ左肩のスパイクが黄色く塗られ、右肩に以前所属していたY-02小隊のエンブレムが描かれている。

#### ザク・キャノン テストタイプ
『MSD』に登場（型式番号：YMS-06K）。なお同企画では「ザク・キャノン」と中黒入りで表記される。
対MS戦用に切り替わる以前の、高機動な防空手段として検討された試作機。上半身やランドセルはザクキャノンとほぼ変わらないが、膝から下が通常のザクIIのものになっている。重量バランスの問題により、開発は停滞する。
なお、防空用としての計画時点でザクキャノンの特徴的な装備が組み込まれていたとするのはMSD独自の解釈である。